# Централ-сити
Централ-сити (англ. Shinsegae Central City) — многофункциональный комплекс в центре Сеула, Республика Корея. В нём располагаются разнообразные магазины, бюро, гостиницы, медицинские заведения, культурные учреждения, залы, станции метро и автобусный терминал. Централ-сити является крупнейшим многофункциональным комплексом в Южной Корее.
В Централ-сити находится автовокзал Каннам-экспресс, которым ежегодно пользуются 40 миллионов пассажиров, гостиница JW Marriott Hotel Seoul, а также различные другие объекты — Megabox, Bandi & Luni’s и Famille Station.
Вместе с соседним терминалом Кёнбу терминал Централ-сити составляет главный автовокзал столицы. Из терминала Централ-сити отходят автобусы, обслуживающие юго-западное направление.
В комплексе проводятся правительственные и общественные мероприятия, крупнейшие фестивали моды в Азии, мероприятия по воссоединению разделенных корейских семей, ассамблеи Национального консультативного совета по объединению, брифинги министерства здравоохранения и дни открытых дверей.